# Bolszoj Ungut
Bolszoj Ungut (ros. Большой Унгут) – miejscowość w Rosji. Leży w rejonie mańskim kraju krasnojarskiego na Sybierii. Położona jest u zbiegu rzek Bolszoj Ungut i Many.
W 2010 roku liczba ludności wynosiła 463 osoby.

## Historia
Miejscowość powstała w 1906 roku. Na początku kolektywizacji w latach 30. Bolszoj Ungut było dużą osadą na lewym brzegu rzeki Mana, w której mieszkało kilkadziesiąt rodzin przesiedleńczych z Zabajkala. Ich głównym zajęciem było pozyskiwanie drewna.
W 1940 roku do miejscowości sprowadzono zesłanych Finów, Polaków, Greków, Niemców, później też Kałmuków w 1942 roku i Litwinów.
W czerwcu 1948 roku do stacji kolejowej „Karamčiaga” przywieziono 3 transporty deportowanych z terenu Litwy. Połowa z nich trafiła do gospodarstwa leśnego w Bolszoj Ungucie, gdzie pozostało około 60 rodzin, a reszta została rozproszona po okolicznych punktach wycinki lasu. Deportowani pracowali w wycince drewna, budowie dróg oraz w budownictwie, mieszkając w barakach. W latach 1948–1950 działał komitet wzajemnej pomocy deportowanych Litwinów. W latach 1956–1966 większość Litwinów wróciła do kraju, a w 1990 roku szczątki deportowanych przewieziono z cmentarza w Bolszoj Ungucie do Litwy.
Bolszoj Ungut jest miejscem urodzenia litewskiego polityka Juozasa Olekasa.